# Lâu đài Fürstenau (Michelstadt)

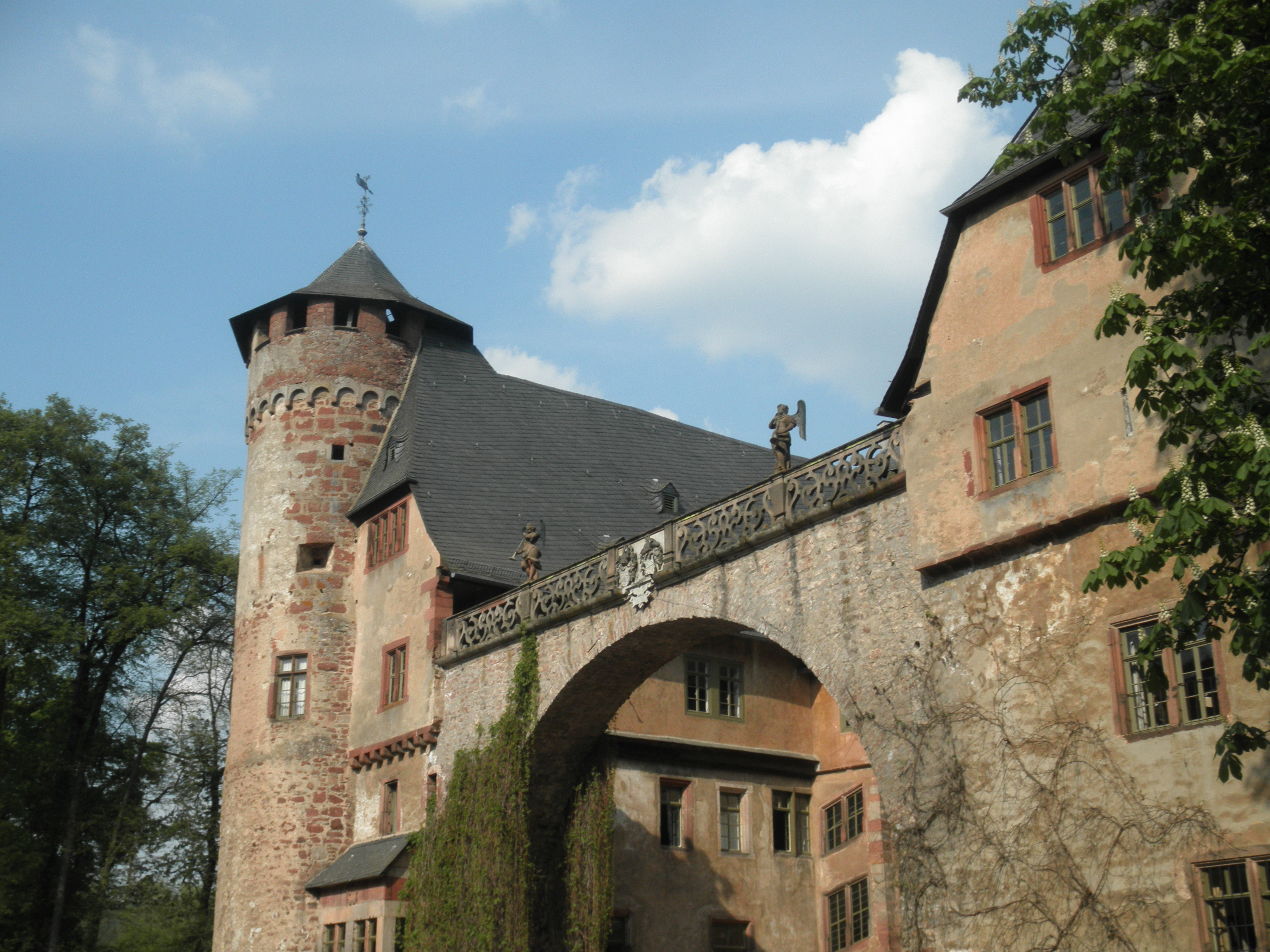
Schloss mit dem 1588 errichteten Prachtbogen

Lâu đài Fürstenau là một lâu đài bên suối Mümling của làng Steinbach, thuộc thành phố Michelstadt ở Odenwald.

## Lịch sử

### Hình thành

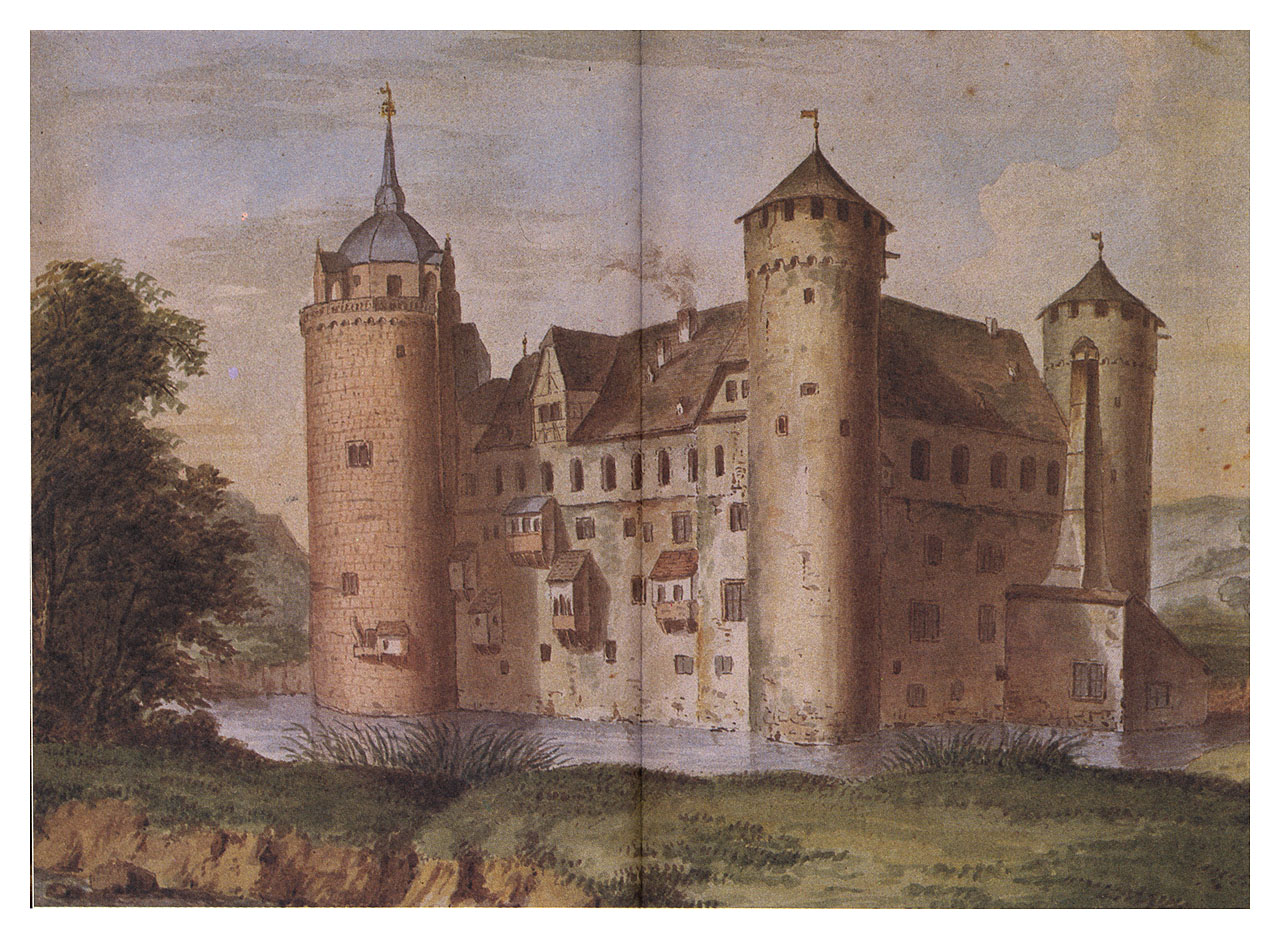
Bản vẽ màu nước trên giấy của Christian Kehrer, khoảng 1800.

Lâu đài được xây dựng bởi Tuyển hầu xứ Mainz (Kurmainz) vào thế kỷ 14 để bảo vệ Tu viện Steinbach lân cận và các bất động sản xung quanh chống lại Tuyển hầu xứ Pfalz. Quá trình này có thể được coi là một cuộc tranh chấp giữa Tổng giáo phận và Pfalz trong việc giao Tu viện Lorsch cho Kurmainz vào năm 1232. Việc xây dựng trên đất của Nhà Erbach, những người từng là thái ấp của các bá tước, đã dẫn đến những phức tạp mà lần đầu tiên được giải quyết bằng việc ủy quyền cho một lâu đài và sau đó là ủy quyền cho Nhà Erbach. Lâu đài được nhắc đến lần đầu tiên vào năm 1310. Năm 1317 Schenk Eberhard VI. von Erbach được phong làm người quản lý. Sau khi lâu đài ban đầu thuộc Kurmainz được cấp cho Nhà Erbach làm thái ấp, Nhà Fürstenau mua lại vào năm 1355 và cuối cùng là vào năm 1454. Cho đến lúc đó, một quan chức Mainz vẫn cư trú tại lâu đài.